# Diocèse de Sosnowiec
Le diocèse de Sosnowiec (en latin : Dioecesis Sosnoviensis) est un diocèse catholique de Pologne de la province ecclésiastique de Częstochowa dont le siège est situé à Sosnowiec, dans la voïvodie de Silésie. Le diocèse comprend la partie centrale de la voïvodie de Silésie. L'évêque actuel est Artur Ważny (it), depuis 2024.

## Historique
Le diocèse de Sosnowiec a été créé le 25 mars 1992 à partir du diocèse de Częstochowa (élevé au rang d'archidiocèse), de celui de Kielce et de l'archidiocèse de Cracovie, à la suite de la réorganisation de l'Église polonaise par le pape Jean Paul II selon la bulle Totus tuus Poloniae populus.
En 2022, le territoire est divisé en 22 doyennés et 162 paroisses. 

Localisation du diocèse.
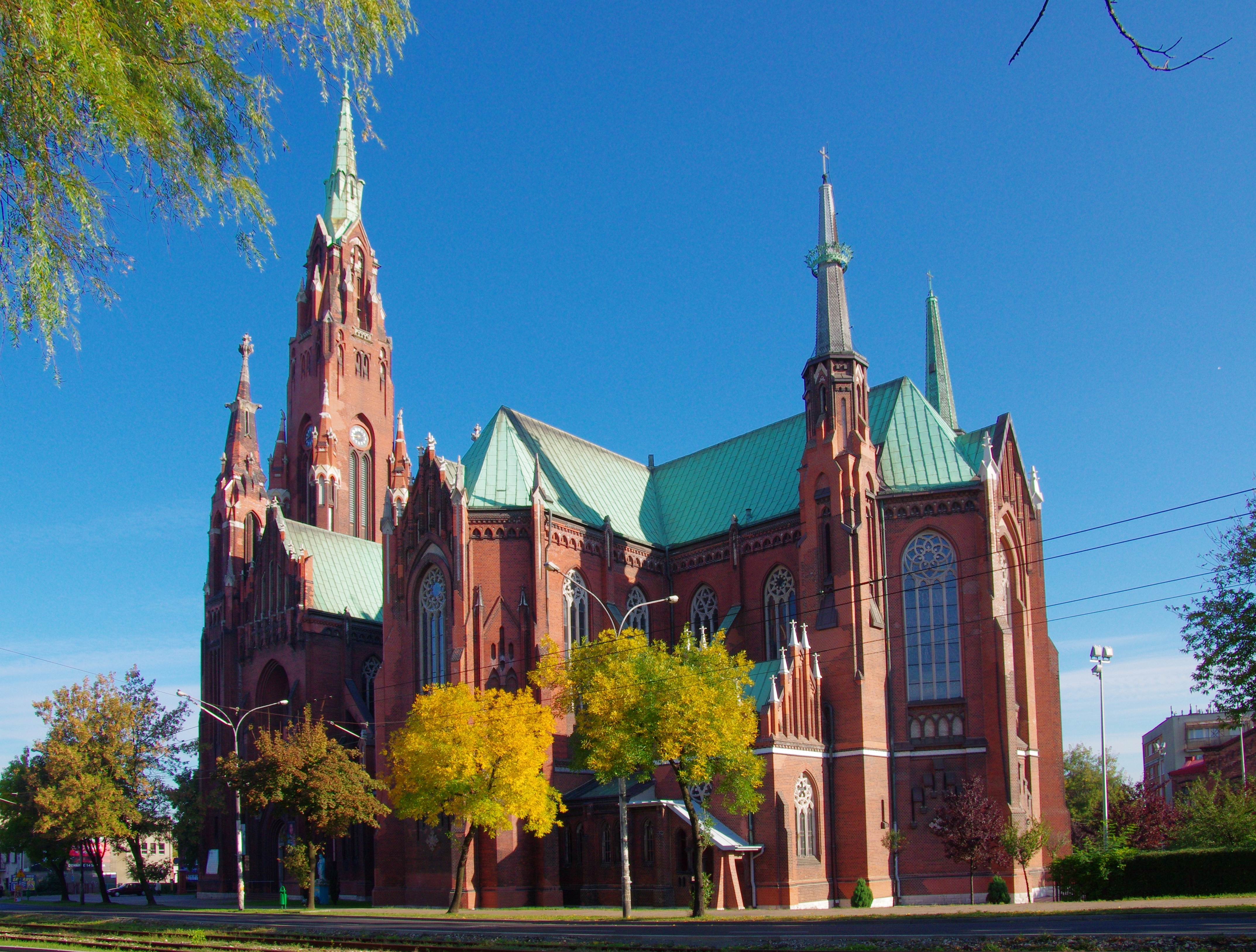
Basilique Notre-Dame-des-Anges de Dąbrowa Górnicza.

## Églises importantes du diocèse
- L'église de l'Assomption-de-la-Bienheureuse-Vierge-Marie (en polonais : Bazylika Katedralna Wniebowzięcia Najświętszej Marii Panny) est la cathédrale de Sosnowiec

- Basiliques mineures :
  - Basilique Notre-Dame-des-Anges (en polonais : Bazylika Matki Boskiej Anielskiej), Dąbrowa Górnicza
  - Basilique du Sacré-Cœur-de-Jésus (en polonais : Bazylika Najświętszego Serca Pana Jezusa), Dąbrowa Górnicza
  - Basilique Saint-André (en polonais : Bazylika św. Andrzeja Apostoła) à Olkusz
(St. Andrew the Apostle)

## Évêques
- Évêques de Sosnowiec (rite romain)
  - Adam Śmigielski (S.D.B.), du 25 mars 1992 jusqu'à sa mort, le 7 octobre 2008,
  - Grzegorz Kaszak, du 4 février 2009 au 24 octobre 2024.
  - Artur Ważny (it), depuis le 23 avril 2024.

- Évêques auxiliaires
  - Piotr Skucha, le 25 mars 1992, auparavant évêque auxiliaire de Kielce,
  - Tadeusz Pieronek, depuis le 25 mars 1992 jusqu'à sa démission, le 31 août 1998.